# 4つ打ち
4つ打ち（よつうち）とは、主にダンス・ミュージックにおいてバスドラムにより等間隔に打ち鳴らされるリズムのことを指す。曲の中でバスドラムを使い、1小節に4分音符が4回続くリズムであることからそう呼ばれる。ディスコとエレクトロニック・ダンス・ミュージックで多用されるビートである。簡単に言えばダンス・ミュージックにおいて「ドン・ドン・ドン・ドン」と延々と低い音が入っていれば、そのことである。

## 解説
その始まりはモータウンのテンプテーションズの元ボーカリストであったエディ・ケンドリックスが1973年に出したシングル「ガール・ユー・ニード・ア・チェンジ」（英:Girl You Need A Change Of Mind）という曲にて、ドラマーがそれまではスネアで均等にリズムを取っていたところを、たまたまバスドラムに変えて録音したのが初の4つ打ちの楽曲という説（そしてこの曲が初のディスコのレコードではないかともいわれている）と、フィリー・ソウルの有名な楽団MFSBでドラムを担当していたアール・ヤングがモータウンのサウンドを真似（ただしモータウンではスネアやタンバリンほかでリズムを刻んでいた）、その際必要上バスドラムに変えて演奏し始めたのが始まりという複数の説がある。いずれにせよモータウン・サウンドが源流にあるその均等なリズムの取り方がバスドラムに置き換えられた時、音楽としての4つ打ちとディスコ・ミュージックが始まったとされる。ただし、ディスコ・ミュージックはいわゆるディスコ・ビートと呼ばれる4つ打ちの上に2拍、4拍で手拍子が入ることでも有名で、ハイハットは1拍、3拍目をクローズで、2拍、4拍をオープンで叩く、いわゆる「裏打ち」が多用される。
この4つ打ちはディスコから続くハウス・ミュージック、またその近縁ジャンルのテクノにも引き継がれ、今日のクラブにおけるダンス・ミュージックには欠かせないものとなっている。とくにハウス・ミュージックのBPMが120前後の4つ打ちは、人間が軽くジョギングをした際の心臓の鼓動音によく似ているので、この音を聴くだけで人は本能的に興奮する、または中毒性を持つ音であるなどとまことしやかに語られる。